# Gastón Sessa
Gastón Alejandro Sessa (La Plata, 15 de abril de 1973) é um futebolista argentino que atua na posição de goleiro.
Um dos poucos jogadores a terem atuado nos dois rivais de sua cidade natal (o Estudiantes, onde debutou, e o Gimnasia), Gato Sessa, apesar de ser reconhecido por sua habilidade em seu país natal, celebrizou-se internacionalmente por um fato negativo: na Taça Libertadores da América de 2007, desferiu um chute no rosto do adversário Rodrigo Palacio, em um Boca Juniors x Vélez Sarsfield (onde o goleiro atuava).

## Carreira

### Início
Sessa nasceu em uma família identificada com o Gimnasia y Esgrima La Plata, onde um primo de seu pai seu fora inclusive presidente. Chegou a ser amigo de infância de dois futuros ídolos do Lobo, os gêmeos Guillermo e Gustavo Barros Schelotto. Apesar disso, foi no arquirrival Estudiantes que ele, que escolheu a posição de goleiro ainda criança por admirar Ubaldo Fillol, debutaria profissionalmente; ingressa nas categorias de base dos Pincharratas para continuar sob o comando do treinador com quem conquistara títulos infantis no For Ever, e havia seguido no clube mesmo após a revelação de que torcia para o rival. Os Barros Schelotto, que também eram seus colegas no For Ever, chegaram a fazer o mesmo caminho, mas logo ingressariam nos juvenis do próprio Gimnasia.
No Estudiantes, conviveu com os jovens Juan Sebastián Verón e Martín Palermo, em época ruim do clube, que estava na segunda divisão. Em sua segunda temporada, participou do título da Primera B Nacional, que levava os Pinchas de volta à elite. Todavia, talvez em razão de sua paixão pelo rival - onde costumava ser visto nas folgas, sendo inclusive aplaudido pela torcida deste no primeiro clásico platense (perdeu por 0 x 2) - foi descartado pelo treinador Miguel Ángel Russo para a temporada seguinte.
Sem clube, iria para um teste no All Boys, mas foi levado ao Huracán Corrientes por um treinador que o conhecia do Estudiantes. Na equipe correntina, conseguiu novamente o título da Primera B, ganhando o troféu pela segunda vez seguida; o dia da conquista foi descrito por ele como o mais feliz da carreira. A equipe não duraria um ano na elite, mas Sessa conseguiu uma transferência para um clube maior, o Rosario Central.
Na equipe auriazul, curiosamente, voltou a ser comandado pelo mesmo Russo que o dispensara do Estudiantes. Teve um bom ano nos canallas, tendo uma convocação para a Seleção Argentina inclusive dada como certa (embora não tenha se concretizado). Depois de um ano no Central, foi para o Racing. Depois de outro ano, estava no River Plate, onde também passaria dois semestres, sendo campeão nacional em ambos: faturou o Apertura 1999 e o Clausura 2000 com os millonarios, mas atuou pouquíssimo: o técnico Américo Gallego não tinha tanta confiança nele e preferia usar Roberto Bonano mesmo quando escolhia poupar a maior parte da equipe titular.

### Vélez
Sessa voltou então ao Racing. Depois de um ano, resolveu aceitar proposta mais vantajosa do Vélez Sarsfield, perdendo ironicamente o semestre onde sua ex-equipe quebraria um jejum histórico de 35 anos sem títulos argentinos. Mas no novo clube, teria seus melhores momentos. Conseguiria manter-se na posição mesmo durante o retorno de um mito do clube de Liniers, o paraguaio José Luis Chilavert. Seu ápice no Fortín, porém, foi precedido do dia que considera o mais triste de sua vida esportiva: no Apertura 2004, a equipe disputava o título com o Newell's Old Boys, mas perdeu a chance de forçar um play-off pela taça após Sessa, que retornava de um breve empréstimo no Las Palmas (sua primeira experiência estrangeira), falhar no último jogo, contra o Arsenal de Sarandí.
Aquilo lhe valeu não apenas um mau ambiente no Vélez, mas também repúdio de sua ex-equipe do Central (arquirrival do Newell's, que com aquela conquista desempatara os números de títulos nacionais das duas equipes rosarinas, o que se mantém até hoje), onde continuava a ser adorado. Conseguiu recuperar-se com os torcedores fortineros no semestre seguinte, com boas atuações e, principalmente, o título nacional que escapara em 2004, faturando o Clausura 2005. Comandado pela terceira vez por Russo, manteve um bom desempenho no clube, sendo cogitado mais de uma vez para ser contratado pelo Boca Juniors, primeiramente quando Russo foi em 2007 para a equipe xeneize e, depois, quando esta esteve treinada por Carlos Ischia, mas os dirigentes do Vélez não quiseram liberar-lhe.

### Últimos anos
Ironicamente, acabaria imediatamente dispensado após uma partida contra o Boca em 2007, pela Taça Libertadores da América, quando cometeu a infâmia de chutar deliberadamente Rodrigo Palacio (apesar das fortes imagens, o goleiro nega as más intenções), acrescentando outro episódio controverso na carreira - já havia polemizado ao agredir um árbitro que lhe expulsara em jogo contra o San Lorenzo. Meio que sem espaço em seu país, acertou oferta do Barcelona de Guayaquil, em sua segunda experiência no exterior. Após um ano no Equador, razões pessoais levaram-lhe a rescindir o contrato e retornar para casa: seu filho havia nascido e seu pai, sofrido um infarto. Conseguiu a liberação e um acerto com o Gimnasia y Esgrima.
Finalmente atuando no clube do coração, tem convivido com constantes ameaças de rebaixamento; ainda assim, tornou-se querido na equipe, chegando a ser parabenizado pela torcedora mais ilustre do Gimnasia - a presidente Cristina Kirchner - após uma das salvações da equipe. Em 2011, passou a atuar ao lado do antigo amigo Guillermo Barros Schelotto, que voltou ao GELP.

## Títulos
Estudiantes La Plata
- Primera B Nacional: 1994/95

Huracán Corrientes
- Primera B Nacional: 1995/96

River Plate
- Campeonato Argentino de 1999 (Apertura) e 2000 (Clausura)

Vélez Sarsfield
- Campeonato Argentino de 2005 (Clausura)